# Ваља Котешти (Вранча)
Ваља Котешти (рум. Valea Cotești) насеље је у Румунији у округу Вранча у општини Котешти. Oпштина се налази на надморској висини од 177 m.

## Становништво
Према подацима из 2002. године у насељу је живело 660 становника, од којих су сви румунске националности.